# Comment tuer sa mère
Pour plus de détails, voir Fiche technique et Distribution.
Comment tuer sa mère est une comédie française réalisée par David Diane et Morgan Spillemaecker sortie le 13 juin 2018.

## Fiche technique
- Titre : Comment tuer sa mère
- Réalisation : David Diane et Morgan Spillemaecker
- Scénario : Morgan Spillemaecker et Amanda Sthers
- Photographie : Antoine Marteau
- Montage : Véronique Parnet
- Costumes : Charlotte Betaillole
- Décors :
- Musique :
- Producteur : Christophe Cervoni et Marc Fiszman
- Production : Axel Films, SND et Diva Pictures
- Distribution : Société nouvelle de distribution
- Pays d’origine :  France
- Genre : Comédie
- Durée : 90 minutes
- Dates de sortie :
  -  France : 13 juin 2018

## Distribution
- Vincent Desagnat : Nico
- Chantal Ladesou : Mme Mauret
- Julien Arruti : Ben
- Joséphine Draï : Fanny
- Fatsah Bouyahmed : Le voisin
- Ariane Rayier : La caissière
- Ismaël Deswarte : Le vigile 2
- Thomas de Sambi : Jean-Louis
- Benoît De Sambi : Jean-Marc
- Amin Harfouch : Gino
- Morgan Spillemaecker : Le pêcheur
- David Diane : Le vigile 1